# Straßburger Kapitelstreit
Der Straßburger Kapitelstreit war eine Auseinandersetzung zwischen der katholischen und der protestantischen Partei im Domkapitel des Straßburger Münsters um die Vorherrschaft im Bistum Straßburg. Er begann 1583 und endete endgültig 1604 mit einem Sieg der katholischen Partei um die seit 1592 umstrittene Besetzung des Bischofsamts.
Der Kapitelstreit eskalierte nach dem Tod des Bischofs Johann IV. von Manderscheid-Blankenheim, als die protestantische Partei den fünfzehnjährigen Johann Georg von Brandenburg zum neuen Bischof wählte, während die katholische Mehrheit im Kapitel kurz darauf für Karl von Lothringen votierte. Die daraufhin einsetzenden bewaffneten Auseinandersetzungen zwischen den beiden Parteien wurden 1593 durch einen Waffenstillstand eingeschränkt, der Karl im linksrheinischen und Johann Georg im rechtsrheinischen Teil des Bistums die Vorherrschaft überließ. Kaiser Rudolf II. beendete die Spaltung des Bistums 1599 mit einem Votum für Karl, Johann Georg verzichtete 1604 gegen eine finanzielle Entschädigung auf seine Rechte.